# Peter Harry Carstensen
Peter Harry Carstensen, född den 12 mars 1947 i Elisabeth-Sophien-Koog på Nordstrand, är en tysk konservativ politiker tillhörande partiet CDU. Mellan 27 april 2005 och 2012 var han förbundslandet Schleswig-Holsteins ministerpresident. I denna roll var han även 1 november 2005 - 31 oktober 2006 ordförande för Tysklands förbundsråd och förbundspresidentens ställföreträdare. 
Efter att ha förlorat valet i maj 2012 till en vänster-mittenkoalition efterträddes Carstensen i juni 2012 av Torsten Albig (SPD) som ministerpresident i Schleswig-Holstein.